# Tachina pagana
Tachina pagana là một loài ruồi trong họ Tachinidae.